# Częstotliwości używane w sieci GSM
Częstotliwości używane w sieci GSM to wydzielone zasoby radiowe (pasmo częstotliwości) na którym może się odbywać transmisja głosu i danych w systemie GSM. Liczba i rozkład częstotliwości różni się w zależności od użytego standardu sieci.  

## GSM 900
Kanały radiowe w GSM 900 zawierają się w dwóch pasmach częstotliwości o szerokości 25 MHz każde (analiza w tym rozdziale przeprowadzona jest dla tzw. Primary GSM 900 Band, zobacz też uwagę na końcu rozdziału). Pierwsze pasmo wyznaczane przez zakres częstotliwości 890-915 MHz, wykorzystywane jest do tworzenia kanałów radiowych, które są używane przez stację ruchomą (MS) do transmisji do stacji bazowej (BTS). Są to tak zwane kanały „w górę” (uplink). Kanały radiowe z zakresu częstotliwości 935-960 MHz wykorzystywane są w sposób odwrotny, tzn. do transmisji od BTS do MS. Jest to tzw. transmisja „w dół” (downlink). Konkretne kanały radiowe tworzone są poprzez podzielenie każdego z pasm („w górę” i „w dół”) na 124 przedziały częstotliwościowe o szerokości 200 kHz każdy. 124 kanały zajmują pasmo o szerokości 24,8 MHz (124 × 0.2 MHz). Pozostałe 200 kHz tworzy dwa przedziały na początku i końcu pasma po 100 kHz, które nie są wykorzystywane w celach rozmównych lecz ograniczają poziom interferencji w sąsiednich pasmach radiowych. Podzielone w ten sposób kanały radiowe są ponumerowane od 1 do 124. Każdy taki numer nazywa się numerem częstotliwości kanału radiowego ARFCN (ang. Absolute Radio Frequency Channel Number). Częstotliwości nośne tych kanałów, znajdujące się w środku każdego z nich, można obliczyć ze wzorów:
fa = 890 MHz + (0,2 MHz)×a – dla kanałów „w górę”
fd = 935 MHz + (0,2 MHz)×a – dla kanałów „w dół”
gdzie a = ARFCN i 1 ≤ ARFCN ≤ 124
Plan kanałów radiowych:

W trakcie rozmowy kanały radiowe dobierane są w ten sposób, aby kanał „w dół” był odległy od kanału „w górę” o 45 MHz. Czyli np. pierwszy kanał „w górę” tworzy przedział częstotliwości 890,1-890,3 MHz (częstotliwość nośna 890,2 MHz), a odpowiadający mu kanał „w dół” to częstotliwości to 935,1-935,3 MHz (częstotliwość nośna 935,2 MHz). Kolejne przedziały tworzone są analogicznie co 200 kHz.
W opisany wyżej sposób zapewniona jest transmisja dupleksowa metodą podziału częstotliwości FDD (ang. Frequency Division Duplex). Oprócz tego każdy kanał częstotliwościowy podzielony jest na 8 szczelin czasowych. Pozwala to na wykorzystanie tego samego pasma przez wielu użytkowników. 
Uwaga: rozdział ten dotyczy pasma Primary GSM 900 Band zdefiniowanego w czasie, gdy sieć GSM musiała istnieć wspólnie z sieciami analogowymi NMT. Obecnie sieci analogowe nie są już używane, a zwolnione częstotliwości posłużyły do zdefiniowania poszerzonego pasma tzw. Extended GSM 900 Band. Porównaj definicje obu pasm w tabeli w rozdziale Zestawienie wszystkich częstotliwości zdefiniowanych przez 3GPP.

## GSM 1800
System GSM 1800 z założenia przeznaczony jest do komórek mniejszych niż GSM 900, ale o większym natężeniu ruchu. Funkcje te spełnia dzięki rozszerzeniu pasma na 150 MHz. Podział pasma jak i wyznaczenie kolejnych kanałów radiowych jest analogiczne jak w GSM 900. Każde z pasm częstotliwości (1710-1785 MHz oraz 1805-1880 MHz) dzielone jest na 374 kanały radiowe (odpowiednio kanały „w górę” i „w dół”) o szerokości 200 kHz każde, z zachowaniem dwóch przerw 100 kHz na początku i końcu pasma. Kanały radiowe w GSM 1800 nie są numerowane od 1, a od 512 do 885. Warto również zwrócić uwagę, że odstęp pomiędzy odpowiadającymi sobie kanałami „w górę” i „w dół” wynosi 95 MHz. Częstotliwości nośne dla konkretnych numerów ARCFN kanałów, można obliczyć ze wzorów:
fa = 1710 MHz + (0,2 MHz)×(a − 511) – dla kanałów „w górę”
fd = 1805 MHz + (0,2 MHz)×(a − 511) – dla kanałów „w dół”
gdzie a = ARFCN i 512 ≤ ARFCN ≤ 885
Plan kanałów radiowych dla GSM 1800:

## Zestawienie wszystkich częstotliwości zdefiniowanych przez 3GPP
Idee zawarte w rozdziałach o GSM 900/1800 są stosowane także podczas definiowania częstotliwości dla innych standardów. Poniżej znajduje się zestawienie związane z definicją częstotliwości definiowanych dla wszystkich standardów opisanych specyfikacjami 3GPP. 
| System   | Zakres częstotliwości | Uplink [MHz]  | Downlink [MHz] | ARFCN               |
| -------- | --------------------- | ------------- | -------------- | ------------------- |
| GSM 400  | GSM 450 Band          | 450,4 - 457,6 | 460,4 - 467,6  | 259 - 293           |
| GSM 400  | GSM 480 Band          | 478,8 - 486,0 | 488,8 - 496,0  | 306 - 340           |
| GSM 700  | GSM 750 Band          | 747 - 762     | 777 - 792      | 438 - 511           |
| GSM 850  | GSM 850 Band          | 824 - 849     | 869 - 894      | 128 - 251           |
| GSM 900  | Primary GSM 900 Band  | 890 - 915     | 935 - 960      | 1 - 124             |
| GSM 900  | Extended GSM 900 Band | 880 - 915     | 925 - 960      | 1 - 124, 975 - 1023 |
| GSM 1800 | DCS 1 800 Band        | 1710 - 1785   | 1805 - 1880    | 512 - 885           |
| GSM 1900 | PCS 1 900 Band        | 1850 - 1910   | 1930 - 1990    | 512 - 810           |
| R-GSM    | Railways GSM 900 Band | 876 - 915     | 921 - 960      | 1 - 124, 955 - 1023 |

Uwaga 1Zakres numerów kananałów ARFCN dla pasma DCS 1 800 Band i PCS 1 900 Band częściowo pokrywa się. Telefon komórkowy na specjalnym kanale rozgłoszeniowym może otrzymać parametr, który wskazuje na standard sieci radiowej i na tej podstawie może zinterpretować przydzielony kanał radiowy jako częstotliwość w jednym z wymienionych pasm. Jeśli wspomniany parametr nie jest rozgłaszany przez stację bazową, telefon zakłada, że przydzielony na czas rozmowy numer ARFCN jest związany z pasmem DCS 1 800 Band.
Uwaga 2Railways GSM 900 Band zawiera także częstotliwości używane w systemie GSM 900. Jedynie pewna część tego pasma wykorzystywana jest dla potrzeb telekomunikacji kolejowej.

## Kanały GSM w Polsce
Poniższa tabela pokazuje zakres przydzielonych kanałów GSM dla poszczególnych operatorów w Polsce
| System   | Numer kanału | Numer kanału | Liczba kanałów | Operator                   | Częstotliwość nadawania (MHz) | Częstotliwość nadawania (MHz) | Częstotliwość nadawania (MHz) | Częstotliwość nadawania (MHz) | Uwagi                                                    |
| System   | ARFCN        | ARFCN        | Liczba kanałów | Operator                   | abonent do bazy               | abonent do bazy               | baza do abonenta              | baza do abonenta              | Uwagi                                                    |
| System   | Od:          | Do:          | Liczba kanałów | Operator                   | Od:                           | Do:                           | Od:                           | Do:                           | Uwagi                                                    |
| -------- | ------------ | ------------ | -------------- | -------------------------- | ----------------------------- | ----------------------------- | ----------------------------- | ----------------------------- | -------------------------------------------------------- |
| EGSM 900 | 975          | 999          | 25             | P4 (Play)                  | 880,1                         | 885,1                         | 925,1                         | 930,1                         | GSM900 i UMTS900                                         |
| EGSM 900 | 1000         | 1023         | 25             | Aero2                      | 885,1                         | 890,1                         | 930,1                         | 935,1                         | UMTS900                                                  |
| EGSM 900 | 0            | 0            | 25             | Aero2                      | 885,1                         | 890,1                         | 930,1                         | 935,1                         | UMTS900                                                  |
| GSM 900  | 1            | 14           | 14             | Polkomtel (Plus)           | 890,1                         | 892,9                         | 935,1                         | 937,9                         | GSM900                                                   |
| GSM 900  | 15           | 36           | 22             | T-Mobile Polska (T-mobile) | 892,9                         | 897,3                         | 937,9                         | 942,3                         | GSM900                                                   |
| GSM 900  | 37           | 67           | 31             | Polkomtel (Plus)           | 897,3                         | 903,5                         | 942,3                         | 948,5                         | GSM900                                                   |
| GSM 900  | 68           | 90           | 23             | T-Mobile Polska (T-mobile) | 903,5                         | 908,1                         | 948,5                         | 953,1                         | GSM900, UMTS900 (kanały 79-90 w ramach Networks!)        |
| GSM 900  | 91           | 124          | 34             | Orange Polska (Orange)     | 908,1                         | 914,9                         | 953,1                         | 959,9                         | GSM900, UMTS900 (kanały 91-99 w ramach Networks!)        |
| GSM 1800 | 512          | 560          | 49             | CenterNet                  | 1710,1                        | 1719,9                        | 1805,1                        | 1814,9                        | LTE1800 wspólnie z Mobyland                              |
| GSM 1800 | 561          | 561          | 1              | CenterNet/Mobyland         | 1719,9                        | 1720,1                        | 1814,9                        | 1815,1                        | LTE1800 wspólnie CenterNet/Mobyland za zgodą Prezesa UKE |
| GSM 1800 | 562          | 610          | 49             | Mobyland                   | 1720,1                        | 1729,9                        | 1815,1                        | 1824,9                        | LTE1800 wspólnie z CenterNet                             |
| GSM 1800 | 611          | 685          | 75             | P4 (Play)                  | 1729,9                        | 1744,9                        | 1824,9                        | 1839,9                        |                                                          |
| GSM 1800 | 686          | 735          | 50             | T-Mobile Polska (T-mobile) | 1744,9                        | 1754,9                        | 1839,9                        | 1849,9                        | GSM1800 wspólnie z Orange Polska                         |
| GSM 1800 | 736          | 747          | 12             | T-Mobile Polska (T-mobile) | 1754,9                        | 1757,3                        | 1849,9                        | 1852,3                        | GSM1800                                                  |
| GSM 1800 | 748          | 748          | 1              | wolne                      | 1757,3                        | 1757,5                        | 1852,3                        | 1852,5                        |                                                          |
| GSM 1800 | 749          | 760          | 12             | Polkomtel (Plus)           | 1757,5                        | 1759,9                        | 1852,5                        | 1854,9                        | GSM1800                                                  |
| GSM 1800 | 761          | 762          | 2              | wolne                      | 1759,9                        | 1760,3                        | 1854,9                        | 1855,3                        |                                                          |
| GSM 1800 | 763          | 810          | 48             | Orange Polska (Orange)     | 1760,3                        | 1769,9                        | 1855,3                        | 1864,9                        | GSM1800, LTE 1800 (kanały 772-846 w ramach Networks!)    |
| GSM 1800 | 811          | 811          | 1              | wolne                      | 1769,9                        | 1770,1                        | 1864,9                        | 1865,1                        | LTE 1800 (kanały 772-846 w ramach Networks!)             |
| GSM 1800 | 812          | 847          | 36             | T-Mobile Polska (T-mobile) | 1770,1                        | 1777,3                        | 1865,1                        | 1872,3                        | LTE 1800 (kanały 772-846 w ramach Networks!)             |
| GSM 1800 | 848          | 849          | 2              | wolne                      | 1777,3                        | 1777,7                        | 1872,3                        | 1872,7                        |                                                          |
| GSM 1800 | 850          | 885          | 36             | Polkomtel (Plus)           | 1777,7                        | 1784,9                        | 1872,7                        | 1879,9                        | GSM1800                                                  |